# Yponomeuta meracula
Yponomeuta meracula is een vlinder uit de familie van de stippelmotten (Yponomeutidae). De wetenschappelijke naam van de soort werd in 1962 gepubliceerd door Bradley.